# Agyrta varuna
Agyrta varuna är en fjärilsart som beskrevs av Druce 1907. Agyrta varuna ingår i släktet Agyrta och familjen björnspinnare. Inga underarter finns listade i Catalogue of Life.